# Nexus Player
Nexus Player是由谷歌和华硕共同开发的数字媒体播放器，是第二个Google Nexus系列消费类设备中的媒体播放器。搭载Android 5.0（“Lollipop”）操作系统，其将是采用Android TV电视平台的第一个设备。Nexus Player支持Google Cast，该功能在电视上选择和控制媒体播放，并且首先在Chromecast上推出。

## 发布
Nexus Player在2014年11月3日发布，两天后在Google Play商店以99美元供预购，後來在美國的零售商店可供購買。

## 硬件
它有一個1.8GHz四核英特爾Atom處理器與1GB的RAM和8GB內部存儲。

## 外部連結
- 官方网站（英文）